# Ludwig Marbe
Ludwig August Marbe (* 30. August 1839 in Freiburg im Breisgau; † 21. November 1907 ebenda) war Jurist und Mitglied des Deutschen Reichstags.

## Leben
Marbe besuchte von 1848 bis 1857 das Gymnasium in Freiburg und die dortige Universität (1857–1861) sowie die Universität München (1860/61), um Rechtswissenschaften zu studieren. Er praktizierte als Rechtsanwalt seit 1869. Im Jahr 1875 wurde Marbe als Ehrenmitglied in die KDStV Hercynia Freiburg im Breisgau aufgenommen. Weiter war er Stadtrat von 1880 bis 1886 und Stadtverordneter. Außerdem war er Mitglied des Gesamtvorstandes des Volksvereins für das katholische Deutschland.
Von 1884 bis 1887 und von 1890 bis 1907 war er als Abgeordneter der Deutschen Zentrumspartei Mitglied des Deutschen Reichstags für den Wahlkreis Großherzogtum Baden 5 (Freiburg, Emmendingen und Waldkirch). Im Badischen Landtag war er von 1871 bis 1878 und von 1886 bis 1894 Abgeordneter.
Er wurde ausgezeichnet mit dem Ritterkreuz des St. Gregoriusordens und dem Ehrenkreuz „Pro Ecclesia et Pontifice“.